# Really Don’t Like U
A Really Don't Like U című dal a svéd énekesnő Tove Lo és az ausztrál énekes-dalszerző Kylie Minogue első közös dala, mely 2019. szeptember 6-án jelent meg 4. kislemezként Lo 4. stúdióalbumáról, a "Sunshine Kitty" címűről. A dalt Lo, Caroline Ailin, és producere, Ian Kirkpatrick írta. A "Really Don't Like U" egy elektropop, ambient pop, szintipop, diszkó és elektro stílusú dal, amelynek szövegei egy ex szerelem iránti árulás és ellenszenv érzését taglalják. 

## Előzmények és összetétel
A "Really Don't Like U"-t Lo, Caroline Ailin, és producere, Ian Kirkpatrik írta. Tove Lo elmondta, hogyan valósult meg a dal, hogy Hongkongban találkozott Minogue-val egy AmfAR rendlezvényen, ahol felvetették egy közös együttműködés lehetőségét. Lo ezután bedobta a dalt Minogue-nak, aki úgy döntött, hogy közreműködik a dalban. A "Really Don't Like U"-t 2019. augusztusában jelentették be Tove Lo 4. albumának kislemezeként. A dalról szóló sajtóközleményben Minogue megjegyezte, hogy együttműködésük látszólag a semmiből jött, de ez volt a "tökéletes pillanat" majd Lo azt is hozzátette hogy:

"Bár már megjelent a dal, még mindig nem hiszem el, hogy Kylie szerepel a dalban. Kylie és én tavaly találkoztunk egy amFAR rendezvényen Hongkongban. Amikor azt mondta nekem, hogy szeretne együtt dolgozni vele, komolyan vettem és megírtam a dalt. Nem is lehetnék nagyobb izgalomban, és megtiszteltetésben, hogy van valaki, akit annyira tisztelek, és szeretek a pályán, mint ő". 

A dalt a Kaliforniai Zenseven Stúdióban, az MXM Stúdióban Los Angelesben és a londoni SARM Stúdióban rögzítették. 
A dal 3perc 45 másodperc játékidejű. A zenekritikusok úgy írták le a dalt, mint az elektronikus zene különféle műfajainak keverékét, beleértve az elektropopot, az ambient-popot, a szintipopot, a diszkót  és az elektrot, valamint az eurodance és R&B stílusokat. A produkció egy pörgős, minimális elektronikus ütemre épül, miközben a duó együtt énekel a refrénben:  "I know I’ve got no right to / I know I’ve got no right to / Really, I just don’t like you". (Tudom, hogy nincs jogom/ tudom, hogy nincs jogom/ tényleg egyszerűen nem kedvellek) A dalszöveg azt az érzést taglalja, amikor az exet egy másik lánnyal látják egy partin.

## Megjelenés és borító
A "Really Don't Like U" 4. kislemezként jelebnt meg Lo 4. stúdióalbumáról a "Sunshine Kitty" címűről, a Republic kiadó jóvóltából 2019. szeptember 6-án. A borítón egy csillogó bilincset tartó kezet ábrázolnak rózsaszín selyem alapon, mely szerelmes szív alaku. Ez az énekesnek logóit, és különböző ikonokat tartalmaznak.

## Kritikák
A dal a zenekritikusok elismerését kapta. Mike Wass az Idolatortól azt mondta, hogy a "Really Don't Like U" egy csillogó elektro-pop dal, és dicsérte azt, hogy egy nagyon rokon témát tárgyal. Emily Zemler (Rolling Stone) "ambient popdalként2 jellemezte, és megjegyezte, hogy a pár légies énekhangja összeolvad a kórussal. Az Out egyik szerkesztője "pop kiválóságnak" nevezte az együttműködést, és kijelentette, hogy a dal "leépíti a lányok közötti gyűlöletet, ugyanakkor elismeri, hogy attól, hogy tudjuk, hogy egy viselkedés helytelen, még nem kell abbahagyni". Shaad D'Souza a The Fadertől egy "tipikus sunyi kaotikus dalnak" nevezte a svéd popzenésztől.

## Videoklip
A dalhoz tartozó klipet szeptember 13-án töltötték fel Tove Lo hivatalos YouTube csatornájára. A videót Londonban és Prágában forgatták, mely azzal kezdődik, hogy mindkét nő aggódva tartózkodik a lakásában, hogy elkerülje a konfrontációt. Később olyan jelenetek láthatóak ahol Lo különböző utcákon sétál, miközben Minogue egy bárban mikrofonban énekel. A képernyőn végig karaoke stílusú szövegfeliratok láthatóak.

## Slágerlista
| Slágerlista (2019)                     | Legjobb helyezés |
| -------------------------------------- | ---------------- |
| New Zealand Hot Singles (RMNZ)         | 37               |
| Egyesült Királyság (UK Download Chart) | 74               |

## Megjelenés
| Ország    | Dátum               | Formátum                     | Label    | Ref.   |
| --------- | ------------------- | ---------------------------- | -------- | ------ |
| Különböző | 2019. szeptember 6. | Digitális letöltés streaming | Republic | [ 17 ] |